# Sisyrinchium ensigerum
Sisyrinchium ensigerum är en irisväxtart som beskrevs av Eugene Pintard Bicknell. Sisyrinchium ensigerum ingår i släktet gräsliljor, och familjen irisväxter. Inga underarter finns listade i Catalogue of Life.